# Troyvillekulturen

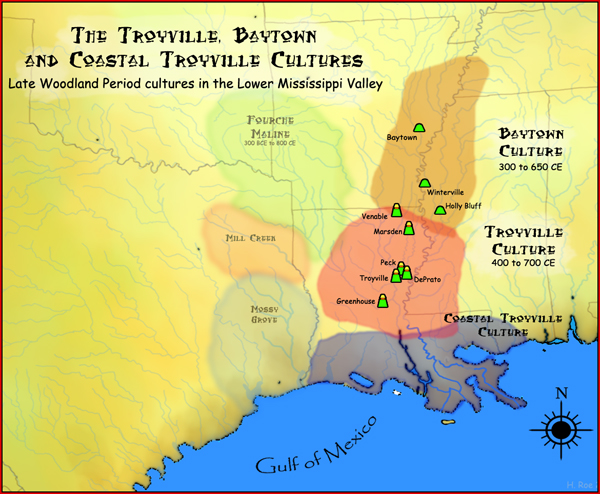
Troyvillekulturens utbredningsområde.

Troyville kallas en arkeologisk kultur som blomstrade åren 400–700 e.Kr. i Mississippiflodens nedre dalgång i nuvarande Arkansas och Louisiana. Troyvillekulturen uppkom ur Hopewelltraditionen och efterträddes av Coles Creek-kulturen.

## Arkeologi
Troyvillekulturens kvarlevor demonstrerar mycket komplexa och varierade sociala och spatiala strukturer. Gravhögar var viktiga element i det rumsliga systemet. Gravskicket var komplext med en rad olika gravtyper, inklusive hundgravar. Skallhögar, bensamlingar och bengropar har dokumenterats. De flesta bosättningar är mindre än 500 kvadratmeter och saknar såväl högar som mänskliga gravar. Keramiken är vanligen odekorerad och stenföremål återfinns sällan.

## Resursutnyttjande
Bärarna av Troyvillekulturen livnärde sig på lokala vilda och odlade väхter. Ekollon, dadelplommon, palmetto (Sabal minor), pumpa med mera utnyttjades. Protein ficks från hjort och småvilt. Majs var av underordnad betydelse och blev inte ett baslivsmedel förrän under Plaqueminekulturen.  

## Rekonstruerad centralplats

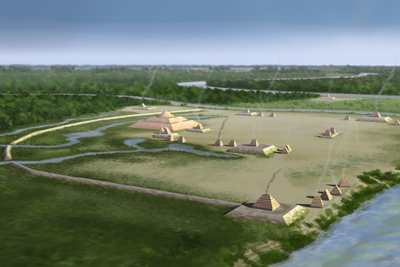
Troyville 100 f.Kr.–700 e.Kr. (Hopewell-Troyville)
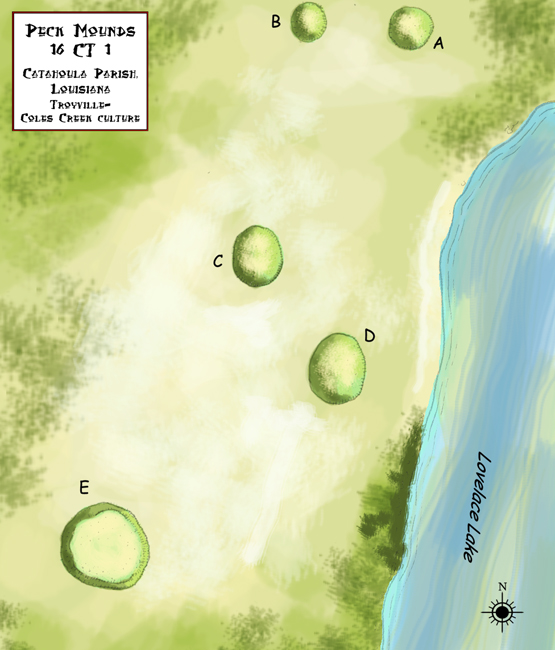
Peck Mounds 650–860 (Troyville-Coles Creek)